# Hydropionea basale
Hydropionea basale är en fjärilsart som beskrevs av George Francis Hampson 1897. Hydropionea basale ingår i släktet Hydropionea och familjen Crambidae. Inga underarter finns listade i Catalogue of Life.